# Nine Yolks Whipped Lightly
Nine Yolks Whipped Lightly is de twaalfde aflevering van het tiende seizoen van het tienerdrama Beverly Hills, 90210, die voor het eerst werden uitgezonden op 22 december 1999.

## Plot
John en Felice Martin willen Gina nu opnemen in de familie nu de waarheid op tafel ligt. Maar als zij Gina willen uitnodigen voor Kerst dan oppert Donna het idee om al op kerstavond te komen, maar haar ouders vinden dit niet verstandig omdat er veel gasten komen en zij hebben geen zin om tegen hen de waarheid uit te leggen. Dit is tegen het zere been van Gina en die besluit om weg te lopen en wil niet in de familie opgenomen worden. Felice zoekt Gina later op en vraagt aan Gina hoeveel geld zij wil en dit pakt Gina ook verkeerd op en verlaat het gesprek. Gina gaat naar John en vertelt hem dat zij geen geld wil maar gewoon een vader wil. Donna heeft ondertussen ook een meningsverschil met Noah, door de leugen over zijn tijd op de Harvard-universiteit weet zij niet of zij hem nog kan vertrouwen. Uiteindelijk vergeeft zij hem maar Noah twijfelt hierover en besluit om haar te verlaten en maakt de relatie uit, dit tot groot verdriet van Donna.
Steve en Janet zijn met hun dochter een kerstboom aan het uitzoeken op de markt en komen dan de ouders tegen van Janet. Deze wisten nog niet dat zij grootouders zijn geworden en dat zij getrouwd zijn, dit schokt hen maar zijn wel blij met hun kleindochter. Zij kunnen echter nog steeds niet accepteren dat Janet met Steve verder is gegaan en willen verder geen contact met hen. Steve ziet machteloos toe hoeveel verdriet dit Janet geeft en probeert daarom haar ouders te overtuigen om kerst met hen te vieren en geeft hun een laatste ultimatum, of zij komen kerst vieren of zij bestaan voor hen niet meer. Tot opluchting van Janet komen zij op de eerste kerstdag bij hun kleinzoon kerst vieren.
Als Dylan aan het helpen is op het buurtcentrum dan komt er een buurtbewoner klagen over het centrum en als hij te ver gaat in zijn commentaar dan slaat Dylan hem neer voor de ogen van de kinderen. Hij beseft dat hij dit verkeerd heeft gedaan en heeft er spijt van, vooral als hij hoort dat een kind nu denkt dat dit normaal is en hij een ander kind slaat. Hij probeert het aan het kind uit te leggen dat hij fout was en dat dit geen normale reactie is.
Matt krijgt een cliënt die hem inhuurt voor een rechtszaak en geeft een aanbetaling van $ 15.000, - die Matt gebruikt voor een verlovingsring en vraagt Kelly ten huwelijk. Kelly is blij verrast en zegt ja.

## Rolverdeling
- Jennie Garth - Kelly Taylor
- Ian Ziering - Steve Sanders
- Brian Austin Green - David Silver
- Tori Spelling - Donna Martin
- Luke Perry - Dylan McKay
- Joe E. Tata - Nat Bussichio
- Lindsay Price - Janet Sosna
- Daniel Cosgrove - Matt Durning
- Vanessa Marcil - Gina Kincaid
- Vincent Young - Noah Hunter
- Katherine Cannon - Felice Martin
- Michael Durrell - Dr. John Martin
- James Shigeta - Ben Sosna
- Leslie Ishii - Michelle Sosna
- Robb Derringer - Andrew Emery
- Tom Virtue - Marcus Behr
- Sean Michael Boivin - Justin
- Andre Kinney - R.J.
- Louis Mustillo - buurman